# Leona Vicario (Mérida)
Leona Vicario es una localidad del municipio de Mérida en Yucatán, México.

## Toponimia
El nombre hace referencia a Leona Vicario, insurgente durante la guerra de independencia de México.

## Hechos históricos
- En 1995 pasa del municipio de Kanasín al de Mérida.

## Demografía
Según el censo de 2005 realizado por el INEGI, la población de la localidad era de 1822 habitantes, de los cuales 924 eran hombres y 898 eran mujeres.
| (Fuente: INEGI [Consultar]) |

|1990=626
|1995=1207
|2000=1452
|2005=1822